# Idiocera hofufensis
Idiocera hofufensis är en tvåvingeart som beskrevs av Albany Hancock 1997. Idiocera hofufensis ingår i släktet Idiocera och familjen småharkrankar.
Artens utbredningsområde är Saudiarabien. Inga underarter finns listade i Catalogue of Life.